# Stygnomma monagasiensis
Stygnomma monagasiensis is een hooiwagen uit de familie Stygnommatidae.